# Prince of Persia
Prince of Persia (englisch; deutsch „Prinz von Persien“) ist eine Computerspielreihe, die 1989 mit dem gleichnamigen Spiel von Jordan Mechner für den Heimcomputer Apple II begründet wurde. Durch die seinerzeit fortschrittlichen Animationen und das ausgefeilte Nahkampfsystem setzte es neue Maßstäbe im Bereich der Plattformspiele. Es wurde auf verschiedene Plattformen portiert und erhielt mehrere Fortsetzungen. Die ersten Titel erschienen über Brøderbund, seit 2001 ist die Marke im Besitz des französischen Publishers Ubisoft.

## Chronologie
| Jahr | Titel                                                 | Systeme |
| ---- | ----------------------------------------------------- | --- |
| 1989 | Prince of Persia                                      | DOS, Amiga, ST, CPC, Macintosh, Apple II, Game Boy, NES, Game Gear, Master System, Mega Drive, Sega Mega-CD, SAM Coupé, Super Nintendo |
| 1993 | Prince of Persia 2: The Shadow and the Flame          | DOS, Super Nintendo, Macintosh |
| 1996 | Prince of Persia                                      | ZX Spectrum 128K |
| 1999 | Prince of Persia 3D                                   | Windows, Dreamcast (mit dem Untertitel Arabian Nights)                                                                                 |
| 2002 | Prince of Persia: Harem Adventures                    | Mobiltelefon |
| 2003 | Prince of Persia: The Sands of Time                   | Windows, PlayStation 2, PlayStation 3, Xbox, GameCube                                                                                  |
| 2004 | Prince of Persia: Warrior Within                      | Windows, PlayStation 2, PlayStation 3, Xbox, GameCube, iPhone                                                                          |
| 2005 | Prince of Persia: Revelations                         | PSP |
| 2005 | Prince of Persia: The Two Thrones (bzw. Rival Swords) | Windows, PlayStation 2, PlayStation 3, Xbox, GameCube, Mac OS X, PSP, Wii                                                              |
| 2005 | Battles of Prince of Persia                           | Nintendo DS |
| 2007 | Prince of Persia Classic                              | Xbox 360, PlayStation 3 |
| 2008 | Prince of Persia                                      | Windows, Xbox 360, PlayStation 3, Mac OS X                                                                                             |
| 2008 | Prince of Persia: The Fallen King                     | Nintendo DS |
| 2008 | Prince of Persia                                      | Mobiltelefon |
| 2009 | Prince of Persia: Epilogue                            | Xbox 360, PlayStation 3 |
| 2010 | Prince of Persia: Der Sand der Zeit (Film)            | |
| 2010 | Prince of Persia: Die vergessene Zeit                 | Windows, PSP, PlayStation 3, Xbox 360                                                                                                  |
| 2010 | Prince of Persia: The Forgotten Sands                 | Wii, NDS |
| 2010 | Prince of Persia Retro                                | iOS |
| 2011 | Prince of Persia                                      | C64 (Konvertierung der Apple-II-Version von 1989)                                                                                      |
| 2012 | Prince of Persia Classic                              | iOS, Android |
| 2018 | Prince of Persia                                      | BBC Master (Konvertierung der Apple-II-Version von 1989)                                                                               |
| 2021 | Prince of Persia                                      | Atari XE (Konvertierung der Apple-II-Version von 1989)                                                                                 |
| 2024 | Prince of Persia: The Lost Crown                      | Switch, PlayStation 4, PlayStation 5, Xbox One, Xbox Series X\|S, Windows, Amazon Luna                                                 |

## Geschichte
Ein Vorläufer von Prince of Persia war das ebenfalls von Jordan Mechner programmierte Spiel Karateka, das 1984 auch schon von Brøderbund (seinerzeit auf dem Apple II, Atari und dem C64 sowie als Master Karateka für den Nintendo Game Boy) veröffentlicht wurde und bereits durch außergewöhnliche Animation der Bewegungen der Figuren auffiel.
Prince of Persia war für die damalige Zeit eine wirkliche Innovation. Erstmals wurden mit Hilfe der Rotoskopie menschliche Bewegungen relativ realitätsnah dargestellt.
Das Spiel wurde für zahlreiche Plattformen umgesetzt, darunter Amiga, CPC, Apple II, Macintosh, Game Boy, PC, Mega Drive, Master System, Game Gear, NES, SAM Coupé, SNES, ZX Spectrum sowie Mobiltelefone. Das Spiel vermochte den Spieler zu überraschen und zu fesseln, obwohl es auf den ersten Blick eintönig wirkte.
Im Jahr 1999 erschien Prince of Persia 3D für den PC. Dieses Spiel konnte sich trotz neuer Spiel-Engine und neuen Funktionen kommerziell nicht durchsetzen. Deshalb erschien der Nachfolger Prince of Persia: The Sands of Time erst vier Jahre später für die Konsolen (Xbox, PlayStation 2, GameCube) und für den PC. Prince of Persia: The Sands of Time konnte auf der E3 in Los Angeles zahlreiche Auszeichnungen gewinnen. Kritiker und Käufer waren sich einig, dass dieser Teil den Mythos von Prince of Persia wiederbeleben konnte. Mittlerweile zählt die Sands-of-Time-Tetralogie zu den beliebtesten Action-Adventures auf allen Plattformen. Das Drehbuch führt der Schöpfer des Prinzen: Jordan Mechner.

## Der Name des Prinzen
Das Aussehen, die Laune und selbst der Charakter des Prinzen variieren in allen Spielen. Zum Beispiel spielt er in Warrior Within den verzweifelten, ernsten Mann, der auf dramatische Weise versucht, das Schicksal zu umgehen und jeden vernichtet, der sich ihm in den Weg stellt. In The Sands of Time ist er hingegen sehr ironisch und nervt seine Begleiterin Farah mit seinem Sarkasmus und in Prince of Persia (2008) gleicht er einem immerlustigen Wanderer, der in den ernstesten Situationen immer noch einen Scherz parat hat. Trotzdem geht es ihm letztendlich immer nur darum, das Böse zu besiegen und eine oder mehrere Frauen zu retten. Doch das Ausschlaggebendste einer Persönlichkeit wurde dem Prinzen bisher in allen Spielen verwehrt: ein Name. Selbstverständlich ist und bleibt er meist der Prinz von Persien (engl. Prince of Persia), womit ihn die Nebenfiguren in der Sands of Time-Trilogie auch ansprechen, doch niemals stellt er sich mit seinem Vornamen vor. Auf eine entsprechende Frage Farahs, der weiblichen Hauptrolle in Prince of Persia: The Sands of Time, antwortet er zwar „nennt mich einfach Kakulukiam“, ein Zauberwort aus ebendiesem Teil. Dies hat jedoch mit seinem wahren Namen nichts zu tun. In der gleichnamigen Verfilmung heißt der Prinz jedoch Dastan (persisch دستان : Dastan oder auch Deylamān Namensgebung nach Geburtsort).

## Die Klassiker

### Prince of Persia

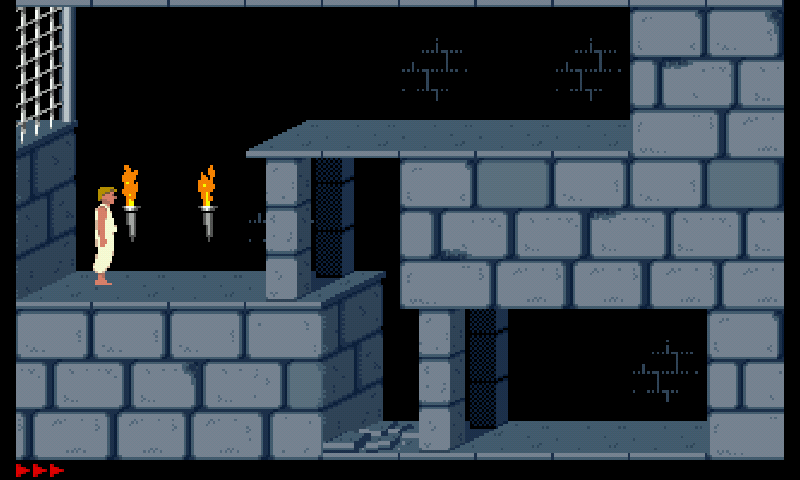
Freie Variante SDLPoP

Die Handlung des Spiels ist in Persien angesiedelt. Während sich der Schah fernab seines Palastes im Krieg befindet, versucht der machtgierige Wesir Jaffar den Thron an sich zu reißen. Jaffar nimmt die Prinzessin gefangen und gibt ihr 60 Minuten Bedenkzeit – entweder sie heiratet ihn oder sie stirbt. Der Prinzessin bleibt nur die Hoffnung, dass ihre wahre Liebe, ein Abenteurer aus einem fernen Land, zu ihr kommt und sie rettet. Dieser ist jedoch schon auf Jaffars Befehl hin eingekerkert worden. Der Spieler übernimmt nun die Rolle des Abenteurers, dessen Liebe die Prinzessin ist. Er muss aus dem Gefängnis entkommen und die Prinzessin retten, bevor die 60 Minuten abgelaufen sind, indem er Fallen (z. B. Zacken, Abgründe, ab Level 3 Messer, ab Level 7 Doppelmesser, Level 10 Dreifachmesser) und Wachen überwindet, auferstehenden Skeletten entkommt und im späteren Verlauf des Spiels mit seinem Spiegelbild „Frieden schließt“. Von diesem wird der Spieler zwar wie von einem regulären Gegner angegriffen. Stirbt im Kampf das Spiegelbild, so stirbt auch die Spielfigur, einziger Ausweg ist, das Schwert wegzustecken. Der Wesir muss getötet werden, um Persien von seiner Tyrannei zu befreien. So kann der Spieler am Ende die Prinzessin retten und anschließend heiraten, wodurch er zum „Prince of Persia“ (Prinz von Persien) wird.
Eine Tücke des Spiels liegt darin, dass es in Echtzeit abläuft, so dass der Spieler möglichst zügig alle Herausforderungen meistern muss. Ab Level 3 ist es jedoch möglich, das Spiel abzuspeichern.
Im Jahr 1994 hat ein russischer Fan erstmals eine Modifikation des Spieles entwickelt. Die Mod heißt Prince of Persia 4D und ist auf dem PC (PC-kompatibles DOS wie MS-DOS) spielbar. Die Story ist dieselbe wie im Hauptspiel, aber der Schwierigkeitsgrad im zweiten Level steigt in enorme Höhe. Insbesondere sind die Räume nicht zweidimensional miteinander verbunden, sodass man sich sehr leicht verlaufen kann. Der Name „4D“ hat durchaus Sinn. Im vierten und fünften Level zum Beispiel wiederholen sich die Räume oben und unten. Also der unterste Raum ist mit dem obersten verbunden. Im sechsten Level kann man in einen Raum gehen, und wenn man zurückgeht, ist man plötzlich in einem anderen Raum. Hier kommt die vierte Dimension ganz besonders zum Tragen. 
Mit princed existiert ein Projekt, eine freie Engine des Spieles inklusive Leveleditor, Ressourceneditor (mit dem Mediadateien des Spieles bearbeiten werden können) und anderen Werkzeugen zu entwickeln. Bisher ist die Engine, genannt freeprince, jedoch noch im Alphastadium. Obwohl der Leveleditor nun bereits in dritter Version vorhanden ist, wird von Fans des Spieles gerne das Programm Roomshaker benutzt, da dieser schneller zu bedienen ist. Seit Erscheinen der Editoren sind nun eine gewaltige Menge von Modifikationen im Netz vorhanden, die nicht immer nur auf die Levelsets, sondern oft auch Grafik und Ton verändern.
2007 erschien ein Remake des Originals mit Namen Prince of Persia Classic für die Xbox 360 als kostenpflichtiger Download. Das Remake hält sich in puncto Spielmechanik eng an das Original von 1989 und ist vom Levelaufbau und -Inhalt her mit diesem identisch, verfügt allerdings über komplett neu erstellte Level-Grafiken und Gegnertypen. Die Bewegungen des Prinzen wurden außerdem um einen Wandsprung sowie das Kampfsystem um die Möglichkeit eines tödlichen Konters geringfügig erweitert. Des Weiteren wurden Charaktermodelle aus The Sands Of Time verwendet. Jaffar wurde durch den Wesir, die Prinzessin durch Farah sowie der Prinz durch das oberkörperfreie Modell aus dem späteren Verlauf von The Sands Of Time ersetzt. Das böse Spiegelbild des Prinzen hat außerdem große Ähnlichkeit mit den Dunklen Prinzen aus The Two Thrones. 2008 wurde das Spiel in identischer Form auch für die PlayStation 3 veröffentlicht.
2011 wurde das Spiel komplett für den Commodore 64 umgesetzt. Es handelt sich um Fanprojekt, das nur mit Hilfe eines Easy-Flash-Moduls auf einem realen C64 gespielt werden kann.

#### Quellcode-Veröffentlichung
Am 17. April 2012 veröffentlichte Jordan Mechner den bisher verloren geglaubten Quellcode von Prince of Persia für den Apple II auf GitHub.

### Prince of Persia 2: The Shadow and the Flame
Dieser Teil der achtteiligen orientalischen Saga wurde 1994 veröffentlicht und zeichnet sich durch eine bessere Grafik und weitaus mehr Gegner aus. Außerdem wurden in Teil 2 die Speicher- und Lademöglichkeiten erweitert: Neuerdings waren mehrere Speicher-Slots vorhanden, um mehrere Spielstände abzuspeichern.

### Prince of Persia 3D
Der Sultan, die Prinzessin und der Prinz werden vom Bruder des Sultans, König Assan, zu einem Bankett geladen. Gerüchte besagen, er sei ein grausamer Herrscher, aber aus Höflichkeit folgen sie seiner Einladung dennoch. Diese führt jedoch zur Gefangennahme des Sultans und zur Entführung der Prinzessin; der Prinz selbst landet wieder einmal im Kerker. Assans Sohn Rugnor sollte eigentlich mit der Prinzessin vermählt werden, doch der Prinz machte diesen Plan zunichte, ohne davon zu wissen. Nun muss der Prinz erneut seine große Liebe vor einem schrecklichen Schicksal retten.
Der dritte Teil wurde 1999 von Red Orb Entertainment veröffentlicht und enthält erstmals 3D-Grafik.

## Sands-of-Time-Saga
Diese Tetralogie wurde von Ubisoft mit Unterstützung von Jordan Mechner entwickelt. Alle vier Teile der Serie wurden mit einer abgeänderten Version der „Jade-Engine“ programmiert, die auch schon in Beyond Good & Evil genutzt wurde (ebenfalls von Ubisoft).

### Prince of Persia: The Sands of Time
In der Antike besiegen die Perser unter Führung ihres Königs Sharaman und seines (jüngsten) Sohnes den mächtigen indischen Maharadscha. Bei der Plünderung des Palastes entdeckt der vom Spieler gesteuerte Prinz einen mysteriösen Dolch, während die Männer seines Vaters eine übergroße extravagante Sanduhr aus dem Palast schleppen. Was der Prinz allerdings nicht weiß: Diese beiden Objekte können dem Besitzer Macht über die Zeit selbst geben. Hinters Licht geführt durch den Wesir, der zuvor bereits seinen Maharadscha verraten hatte, setzt der Prinz den Sand der Zeit frei.
Das hat die Zerstörung des Königreichs und die Verwandlung der Bevölkerung in grausame Kreaturen zur Folge. Nur drei Personen bleiben aufgrund dreier uralter Gegenstände, die sich in ihrem Besitz befinden, verschont. Der Prinz verfügt über den Dolch der Zeit, die entführte Tochter des Maharadschas, Prinzessin Farah, besitzt ein Amulett der Zeit (welches der Prinz auch in Teil 2 verwendet) und der Wesir einen magischen Stab der Zeit. Nun kämpfen der Prinz und Farah darum, die natürliche Ordnung wiederherzustellen.
Der Großteil des Spiels besteht nun darin, dass sich der Prinz und Farah durch den Palast kämpfen, um bis zur Sanduhr vorzudringen, wobei sie sich gegen Sandmonster und Fallen behaupten müssen. Der Prinz ist dabei dazu gezwungen, seinen zum Sanddämon gewordenen Vater zu töten. Im weiteren Verlauf bahnt sich eine Liebesgeschichte mit Farah an, bis diese ebenfalls stirbt. Als der Prinz schließlich die Sanduhr erreicht, wird die gesamte Handlung des Spiels rückgängig gemacht. Vor dem Angriff auf den Maharadscha dringt der Prinz in Farahs Schlafgemach ein und erzählt ihr die Geschichte. Man erfährt nun, dass dieses Erzählen als Rahmenhandlung für das ganze Spiel diente, das der Prinz immer wieder als Voice-over kommentierte. Schließlich erscheint der Wesir und will den Prinzen und Farah töten. Nachdem er besiegt ist, fragt Farah den Prinzen, warum er ihr ein derartiges Märchen erzählt habe, woraufhin er sie küsst. Da sie ihn jedoch zurückweist, macht er den Kuss mit dem Dolch der Zeit rückgängig. Daraufhin übergibt er ihr den Dolch und geht davon.
Entwickelt von Ubisoft Montreal kam The Sands of Time im November 2003 für viele Plattformen auf den Markt. Im Gegensatz zu Prince of Persia 3D erfüllt dieser Teil die hohen Standards, die mit dem Franchise gesetzt wurden.
In der Konsolen-Version ist die erste Version von Prince of Persia aus dem Jahr 1989 versteckt. Sobald man das Spiel in der Konsolen-Version freigeschaltet hat, kann man es im Hauptmenü auswählen. In der PC-Version ist lediglich das erste Level des Originalspiels versteckt, dazu muss man nach dem Beginn eines neuen Spiels (während die Figur auf dem Balkon steht) die x Taste gedrückt halten und dazu zügig nacheinander: „Leertaste; linke Maustaste; E; C; E; Leertaste; linke Maustaste; C“ drücken.
The Sands of Time überraschte viele Kritiker vor allem wegen des innovativen Gameplays. Der Prinz ist agiler und viel beweglicher als je zuvor; Wandläufe, Salti, Drehungen usw. sind auch dringend nötig, um die intelligent entworfenen fallengespickten Level zu durchqueren. Der Prinz lässt sich äußerst genau durch den Spieler steuern, an der automatischen Kameraführung hinter der Spielfigur ist nichts zu beanstanden. Für die anspruchsvollen Kletterpartien lässt sich auch zwischen der Standardkamera, einer weiter entfernten für das Überblicken eines größeren Areals und einer Ich-Perspektive wählen. In Kämpfen kann man die Gegner direkt attackieren, sie überspringen oder an ihnen vorbei hechten und von hinten und sogar aus der Luft angreifen. Einen Nachteil gibt es allerdings: Man kann den Gegner nur mit dem Dolch der Zeit töten. Wände, Geländer und Säulen ermöglichen weitere Schlagmöglichkeiten, wie zum Beispiel ein torpedoartiger Abstoß mit gezückten Schwert. Und wenn mal etwas nicht klappt, der Prinz beim Klettern in die Tiefe stürzt oder die Gegner zu geschickt sein sollten: die Macht über die Zeit ist universell einsetzbar und ermöglicht dem Prinzen das „Zurückspulen“, um die letzten Sekunden ungeschehen zu machen. Selbst eine „Zeitlupenfunktion“ ist integriert, die Fallen und Gegner verlangsamt, wobei der Prinz jedoch seine normale Geschwindigkeit beibehält.

### Battles of Prince of Persia
Battles of Prince of Persia ist der Nintendo-DS-Ableger der Prince-of-Persia-Reihe. Er erzählt die Geschichte der sieben Jahre zwischen Sands of Time und Warrior Within, wodurch er eine große Storylücke des Prince-of-Persia-Universums schließt.
Der Prinz kehrt nach den Geschehnissen in The Sands of Time in seine Heimat zurück, wo er von einer schwarzen Bestie überfallen wird. Er beschließt die „Schatulle der tausend Fesseln“ zu finden, um die Bestie darin einzusperren.
Im Gegensatz zu den bisherigen Prince-of-Persia-Spielen handelt es sich hierbei nicht um ein Jump-’n’-Run-Spiel, sondern um einen Rundenstrategietitel. Die zwei Parteien auf dem Schlachtfeld ziehen dabei abwechselnd ihre Truppen, denen sie über Spielkarten Befehle erteilen. Diese Karten können für einfache Bewegungsbefehle genutzt werden, haben manchmal jedoch auch magische Fähigkeiten, welche die Werte der Einheiten verbessern können.

### Prince of Persia: Die vergessene Zeit
Prince of Persia: die vergessene Zeit (englisch Prince of Persia: The Forgotten Sands) erschien in Europa am 20. Mai 2010 für Xbox 360, PS3 und am 11. Juni für Windows.
Mit diesem Teil kehrt der Entwickler Ubisoft wieder zur Sands-of-Time-Reihe zurück. Die Handlung spielt zwischen Sands of Time und Warrior Within. In Warrior Within wurde bereits eine große Schlacht angedeutet, die sich größtenteils im neuen Spiel wiederfindet.

#### Handlung
Der Prinz begibt sich zum Königreich seines Bruders, um so von dessen Fähigkeiten als Herrscher zu lernen. Doch bei seiner Ankunft wird sein Bruder Malik von einem gewaltigen Heer angegriffen. Der Prinz eilt zur Hilfe und trifft letztlich seinen Bruder beim Rückzug in die inneren Bereiche der Festung. Im Angesicht der sicheren Niederlage will Malik die Sandarmee des mächtigen Herrschers Salomon beschwören, um sein Königreich zu retten. Der Prinz will ihn davon abhalten, da er in ihr eine zu große und unkontrollierbare Gefahr sieht. Malik lässt sich aber nicht aufhalten und beschwört im guten Willen eine Katastrophe herauf. Zwar ziehen sich die feindlichen Streitkräfte zurück, doch nur aus Angst, da die beschworene Armee sich auch gegen ihren Beschwörer wendet und alle verbündeten Soldaten durch Berührung in Sandstatuen verwandelt. Geschützt durch eine Fragmenthälfte des Beschwörungsschlüssels, muss sich der Prinz nun zu seinem Bruder begeben, um das Gefängnis der Armee wieder zu schließen und um die Verbreitung zu verhindern. Doch beim Ausbruch wurden die Brüder getrennt und der Prinz muss sich nun durch den Palast kämpfen. Unterstützung erhält er von einer Dschinn-Königin namens Razia, die ihm besondere Kräfte verleiht und ihm mit Rat und Tat zur Seite steht. Doch auch die Sandarmee wird von einem Dschinn, einem Ifrit namens Ratash, angeführt. Malik wird nach und nach in Ratashs Bann gezogen und der Prinz muss seinen eigenen Bruder bekämpfen, um das Königreich zu retten, den Sandfluch zu brechen und die Armee wieder zu versiegeln.

#### Spielprinzip
Neben dem Zurückspulen der Zeit kann der Prinz die Elemente Feuer, Wasser, Erde und Luft beherrschen. Dank einer neuen Spiel-Engine können sich in diesem Teil bis zu 50 Feinde auf dem Bildschirm versammeln. So können richtige Schlachten dargestellt werden.

### Prince of Persia: Warrior Within
Warrior Within beginnt sieben Jahre nach der Handlung von The Sands of Time. Der Prinz ist in seine Heimat Babylon zurückgekehrt und muss feststellen, dass ihm eine übernatürliche Kreatur nach dem Leben trachtet. Er besucht einen alten Mann mit mystischen Kräften, welcher ihm offenbart, dass seine früheren Taten (das Freisetzen des Sandes der Zeit in The Sands of Time) den Dahaka, eine unsterbliche Inkarnation des Schicksals (den Wächter der Zeit) auf den Plan gerufen haben, um seine Einmischung in den Lauf der Zeit zu korrigieren, sprich: den Prinzen töten und ihn aus der Zeitlinie entfernen. Um nicht zeit seines Lebens auf der Flucht sein zu müssen, bleibt ihm nur eine Möglichkeit: er muss in die Vergangenheit reisen und die Entstehung des Sandes verhindern. So macht sich der Prinz mit einem Schiff auf den Weg zur Insel der Zeit, um dort mit Hilfe der Herrscherin der Zeit dieses Ziel zu erreichen. Vor der Küste der Insel wird sein Schiff jedoch von Shadee, einer Dienerin der Herrscherin der Zeit, angegriffen und zerstört. Der Prinz wird als einziger Überlebender an den Strand der Insel gespült, wo ihn ein ungewisses Schicksal erwartet. Dort trifft er auf Kaileena, ohne zu wissen, dass sie die Herrscherin der Zeit ist. Im späteren Verlauf erfährt der Prinz allerdings die wahre Identität Kaileenas und tötet sie im Kampf. Da es jedoch noch immer Probleme im Zeitgefüge gibt, trachtet ihm der Dahaka auch weiterhin nach dem Leben.
Im weiteren Spielverlauf muss der Prinz erneut Rätsel lösen und sich durch verschiedene Gegner, Kletterpassagen und Fallen kämpfen, um auf seinem Weg voranzukommen. Er tötet Shadee bei einem zweiten Aufeinandertreffen und trifft außerdem auf übernatürliche Wesen wie einen riesigen Steingolem oder einen Greif. Zudem wird er ständig vom Dahaka verfolgt und muss vor diesem flüchten. Am Ende tötet er entweder Kaileena und segelt allein zurück nach Babylon, oder er kämpft mit ihr zusammen gegen den Dahaka und nimmt sie anschließend mit sich in seine Heimat.
Warrior Within wurde im Dezember 2004 veröffentlicht und besitzt eine deutlich düsterere Grundstimmung als seine Vorgänger. Die Kulisse ist größtenteils trist und trostlos, Gebäude sind verfallen und halb zerstört. Der Soundtrack ist durchsetzt von schweren und aggressiven Gitarrenriffen statt orientalischer Musik. Es setzt seinen außerdem Schwerpunkt mehr auf Action-Elemente, erkennbar an der gesteigerten Gewaltdarstellung, die sich jedoch deaktivieren lässt: Blut spritzt, Gegner können zerteilt werden. Ein überarbeitetes und stark erweitertes Kampfsystem mit dem Namen Free Form Fighting System stellt eine solide Basis für die vielen Kämpfe dar.
Die Möglichkeit, mit zwei Waffen zu kämpfen, eröffnet dem Spieler eine Vielzahl von Angriffen und Kombos. Der Spieler wird nicht mehr wie im ersten Teil der Trilogie dazu gezwungen, jeden Feind anzugreifen und zu besiegen. Es ist nun meist möglich, das Areal kampflos zu verlassen. Nur die Bosse und Minibosse lassen sich nicht umgehen.
Mechner zeigte sich mit der Ausrichtung des Spiels nicht einverstanden und kritisierte Ubisofts Designentscheidungen öffentlich:

“I'm not a fan of the artistic direction, or the violence that earned it an M rating. The story, character, dialog, voice acting, and visual style were not to my taste.”

„Ich bin kein Fan der künstlerischen Ausrichtung oder der Gewalt, die dem Spiel die Alterseinstufung M einbrachten. Handlung, Charakter, Dialog, Synchronisation und visueller Stil entsprachen nicht meinem Geschmack.“

Ursprünglich war The Sands of Time nicht als Trilogie gedacht. Warrior Within bekam eine vollkommen andere Kulisse als der Vorgänger. Zudem sorgten die beiden unterschiedlichen Enden für Verwirrung, da das echte, unbekanntere Ende, zur Vollendung der Trilogie herangezogen wurde. Für die angesprochene Endsequenz braucht man alle neun Lebensupgrades, die schwer zu bekommen sind. Dadurch erhält der Prinz das Wasserschwert, die einzige Waffe, die den Dahaka verletzen kann.
Für Sonys PlayStation Portable erschien eine Portierung des Spiels namens Prince of Persia – Revelations.

### Prince of Persia: The Two Thrones
Der letzte Teil der Trilogie um den Sand der Zeit knüpft an das echte Ende von Warrior Within an. Der Prinz und Kaileena kehren von der Insel der Zeit nach Babylon zurück. Es ist jedoch ein brennendes Babylon, das die beiden erwartet, beinahe zur Gänze vom Krieg verwüstet. Der Wesir (weil die Handlungen aus Sands of Time vom Prinzen rückgängig gemacht werden, lebt der Wesir auch noch) hat Babylon angegriffen. Unmittelbar nach ihrer Ankunft wird Kaileena entführt und im Palast ermordet. Dadurch wird der Sand der Zeit erneut freigesetzt, mit schrecklichen Auswirkungen auf den Prinzen und sein Reich. Ausgeworfen auf die Straßen und als Flüchtling gejagt, muss der Prinz seinen tödlichsten Feind bekämpfen, um sein Heimatland zu retten.
Dazu gibt es in The Two Thrones nicht nur neue Spielelemente wie z. B. die Speedkills, mittels derer man einen Feind unbemerkt und relativ gefahrlos töten kann, und Bewährtes wie das Freie Kampfsystem, mit dem man nicht nur seine eigene Kampfweise entwickeln kann, sondern auch einen zweiten spielbaren Charakter, den Dunklen Prinzen. Diese dunkle Version des Prinzen ist durch die Infektion mit dem Sand der Zeit entstanden. Neben den normalen Waffen des Prinzen wie Dolch und Schwert verfügt der Spieler mit der Figur des Dunklen Prinzen zusätzlich über eine Klingenkette, welche mit dem Prinzen verwachsen zu sein scheint. Diese ist nicht nur eine effektive Waffe, sondern auch zwingend notwendig, um durch die verwinkelten Gassen und Gebäude Babylons zu kommen.
Das Spiel ist im deutschen Sprachraum am 8. Dezember 2005 erschienen und schließt die Sand-der-Zeit-Trilogie ab. Das Entwicklungsstudio Ubisoft Montreal ließ verlauten, dass man die besten Elemente aus den beiden Vorgängern kombiniert habe. Das bedeutet mehr Rätsel und eine deutlich durchdachtere Geschichte als in Warrior Within, aber auch mehr und anspruchsvollere Kämpfe als in The Sands of Time. Nachdem sich viele Spieler und einige Fachmagazine negativ über die ungewohnt blutigen Kämpfe in Warrior Within geäußert hatten, ist der dritte Teil der Serie etwas weniger brutal ausgefallen. Der düstere Grundton des Vorgängers wurde teils beibehalten, teils erfreuen wieder hellere Schauplätze wie in The Sands of Time das Auge des Spielers.
Für PlayStation Portable sowie Nintendo Wii erschien eine Portierung namens Rival Swords. Diese war im Wesentlichen mit The Two Thrones identisch, wurde jedoch an die Bewegungssteuerung sowie die weniger leistungsfähigere Hardware der Wii bzw. der PSP angepasst.
Alle europäischen Versionen des Spieles sind zensiert. Die Möglichkeiten, Gegner zu enthaupten oder zu zerteilen wurden entfernt. Der Vorgänger erschien, trotz identischer Gewaltdarstellung, noch unzensiert und ist ebenfalls ab 16 Jahren freigegeben. Erst mit Erscheinen der HD Trilogy wurden die Zensuren auch in Europa rückgängig gemacht.

### Prince of Persia Trilogy HD
Im Rahmen der HD Classics-Reihe erschien im Jahr 2010 die Prince of Persia Trilogy HD exklusiv für die PlayStation 3. Diese Sammlung enthält die drei Hauptspiele der Sand der Zeit-Trilogie (The Sands of Time, Warrior Within und The Two Thrones), welche in puncto Grafik überarbeitet wurden und nun in nativer HD-Auflösung vorliegen. Außerdem wurde eine 3D-Option hinzugefügt, sodass alle drei Spiele nun in stereoskopischem 3D gespielt werden können (ein 3D-taugliches Fernsehgerät vorausgesetzt). Die komplette Sammlung befand sich auf einem einzigen Datenträger, die jeweiligen Spiele konnten aus einem Startmenü der Disc heraus gestartet werden.
Von Spielern und Presse kritisiert wurde der Umstand, dass der Ton offenbar nicht entsprechend neu abgemischt wurde und die schon bei der Urversion des Spiels bekannten Tonprobleme (Stimmen waren mitunter zu leise oder gingen komplett in der Geräuschkulisse unter, Soundeffekte zu laut, Musik zu leise) nicht behoben wurden, außerdem wären die Möglichkeiten des HD-Mediums nicht annähernd ausreichend genutzt worden.

### Prince of Persia: The Forgotten Sands (Wii)
(im Deutschen: Die vergessene Zeit)
Neben der Veröffentlichung des Spiels Prince of Persia: The Forgotten Sands für Windows, Play Station 3 und Xbox 360 wurde unter dem gleichen Namen ein weiteres Spiel für die Nintendo Wii veröffentlicht, das sich jedoch durch ein anders Design und eine andere Handlung unterscheidet. In dieser Geschichte erwirbt der Prinz einen kleinen Dschinn, der ihm daraufhin einen Wunsch erfüllen soll. Der Prinz wünscht sich ein eigenes Königreich und der Dschinn führt ihn daraufhin tatsächlich zu einem verlassenen Königspalast. Doch die Sache hat natürlich einen Haken. Der große Palast ist von einer gigantischen Pflanze, der Haoma, befallen. Die Mauern sind überwuchert mit giftigen Trieben und die Bewohner haben sich in verunstaltete Pflanzenwesen verwandelt. Um sein eigenes Königreich zu erhalten, muss der Prinz also die magische Pflanze und ihre Auswüchse besiegen und das alte Geheimnis des Königreichs lüften...
Die Handlung ist in sich geschlossen und greift einige Aspekte aus The Sands of Time auf. Die Reise durch die Zeit spielt eine Rolle, der Prinz führt immer wieder z. T. amüsante Diskussionen mit seiner Begleiterin, dem Dschinn, und zuletzt gilt es auch hier, eine Prinzessin zu retten.
Auch die Spielmechanik gleicht den anderen Teilen der Sands-of-Time-Reihe. Sie ist wie üblich aufgeteilt in Kletterpassagen, Kämpfe und Rätsel. Als Novum kann der Prinz in den Kletterpassagen selbst magische Haltepunkte und Plattformen an beliebige Orte in der Spielwelt setzen. Der jeweilige Levelabschnitt lässt sich somit nicht wie üblich auf einem, vorgegebenen Pfad durchqueren, sondern der Spieler wählt seinen Weg selbst. Oft gibt es zudem geheime Abkürzungen oder Verstecke, die sich nur durch das geschickte Setzen der Kletterpunkte erreichen lassen.
Abseits der Haupthandlung finden sich weitere Spielmodi sowie das originale „Prince of Persia“ als freispielbare Inhalte sowie ein Achievementsystem, das den Spieler u. a. für die perfekte Lösung eines Rätselabschnitts oder für das Finden einer besonderen Abkürzung auszeichnet.

### Verfilmung
Das Fantasieabenteuer Prince of Persia: The Sands of Time spielt im sechsten Jahrhundert und handelt von einem jungen persischen Prinzen mit dem Namen „Dastan“, der vom Bösewicht Nizam herein gelegt und des Königsmordes bezichtigt wird. Zu ihm stößt die Prinzessin von Alamut und Hüterin des Dolches Tamina, mit der er in die Wüste flieht.
Ursprünglich sollte der Film bereits im Jahr 2009 in die Kinos kommen, wurde jedoch aufgrund von Verzögerungen bei der Postproduktion nach hinten verschoben. In den deutschen Kinos lief Prince of Persia: Der Sand der Zeit am 20. Mai 2010 an. Der Starttermin in Großbritannien und den USA wurde auf den 28. Mai 2010, den Freitag vor Memorial Day Weekend, verschoben, um am Startwochenende eine höhere Zuschauerquote erzielen zu können.
Der Film war als erster Teil einer Trilogie über den Prinzen geplant. Zu den Fortsetzungen wird es auf absehbare Zeit allerdings nicht kommen. Die Rolle des Prinzen Dastan spielt Jake Gyllenhaal, die Prinzessin Tamina wird von Gemma Arterton (Bond-Girl Ein Quantum Trost) dargestellt. In weiteren Rollen fungieren Ben Kingsley und Alfred Molina. Produzent ist Jerry Bruckheimer, welcher durch Pirates of the Caribbean schon Erfahrungen mit ähnlichen Filmen sammeln konnte. Die Dreharbeiten fanden unter Regie von Mike Newell in Marokko statt. Für das Drehbuch zeichnen Prince-of-Persia-Schöpfer Jordan Mechner und Jeffrey Nachmanoff verantwortlich.

## Prince of Persia (2008)
Der im Dezember 2008 für PC, Xbox 360 und PS3 erschienene Titel Prince of Persia beruht auf der Scimitar-Engine, die bereits in Assassin’s Creed und zuletzt in Shaun White Snowboarding eingesetzt wurde. Das Spiel präsentiert sich, laut Produzent Ben Mattes, im sogenannten „Illustrative Art Style“, wodurch ein comicartiges Bild entsteht, das an Artworks erinnert.
Die Entwickler bezeichnen den Grafikstil so, da es dessen Ziel sei, das Spiel am Ende wie ein Artwork in Bewegung aussehen zu lassen. Erzeugt wird dieser Grafikstil mittels der Cel-Shading-Technik.
Die Spielwelt ist zum größten Teil offen. In welche Gebiete man gelangt, entscheidet sich durch die Kraftplatten, welche die Begleiterin Elika nach und nach freischaltet. Damit kann sich das Duo durch den jeweiligen Level schleudern, befördern etc. Den aus der vorherigen Trilogie bekannten Sand der Zeit gibt es nicht mehr. Der Prinz kann nicht sterben, er wird immer von Elikas Magie gerettet. Elika unterstützt den Spieler auch per Tastendruck bei Akrobatikeinlagen oder im Kampf.
Die Geschichte basiert auf der persischen Mythologie und erzählt vom Kampf zwischen den beiden Göttern Ormazd und Ahriman. Nach einem langen Kampf zwischen dem bösen Gott Ahriman, der die Menschheit auslöschen will, und dem guten Gott Ormazd siegt Ormazd. Dieser verbannt mit Hilfe der Ahura Ahriman in den Baum des Lebens und lässt diesen anschließend bewachen. Zu Beginn des Spiels wird Ahriman durch Elikas Vater aus dem Baum des Lebens befreit und beginnt die Welt in Dunkelheit zu hüllen. Von allen Wächtern des Baum des Lebens ist Elika die einzige Überlebende. Der Prinz begegnet ihr, als er auf der Rückkehr von einem anderen Abenteuer war, er verlor dabei seinen goldbeladenen Esel, der den Namen Farah (in Anlehnung an die Prinzessin aus The Sands Of Time und The Two Thrones) trug. Am Ende jedes Spielabschnittes wird der Level von der Dunkelheit gereinigt, wodurch neue Wege und Lichtsamen entstehen. Letztere kann man einsammeln, um neue Kräfte und Orte freizuschalten. Zur Atmosphäre tragen die Dialoge der beiden Protagonisten bei, die von bekannten Synchronsprechern ihre Stimme geliehen bekommen. So wird der Prinz von Simon Jäger vertont, Elika von Katja Liebing. Im Vorspann hört man zudem die Stimme von Claudia Urbschat-Mingues, bekannt als Sprecherin von unter anderem Angelina Jolie.
Das Spiel entfernt sich von großen Kämpfen, wie sie in den Vorgängern üblich waren. Man steht nur noch einzelnen Gegnern gegenüber. Dabei gibt es die Unterscheidung zwischen normalen Gegnern und Endgegnern. Während man Ersteren immer in einem einfachen Kampf gegenübertritt, verlangen Letztere immer eine besondere Taktik, um besiegt zu werden. Außerdem tritt man jedem Endgegner gleich sechsmal gegenüber. Die vier Endgegner sind der Jäger, eine schnelle Kreatur, die sehr weit springen kann, der Krieger, ein großes, aus Felsen und Dunkelheit bestehendes Wesen, das meist nur besiegt werden kann, wenn man es in einen Abgrund stößt, der Alchemist, der ein flinker Meister der Magie ist, sowie die Konkubine. Sie verfügt ebenfalls über Magie und kann sich z. B. teleportieren. Auch tritt man oft im Spielverlauf Elikas Vater gegenüber.
Ähnlich wie in Assassin’s Creed ist die Steuerung sehr einfach gehalten. So werden die verschiedenen Aktionen durch vier Tasten ausgeführt. Die A-Taste ist für die Akrobatik zuständig, Y für Elika, X für die Schwerthand und B für den Krallenhandschuh (XBOX-Layout). In den Kämpfen ändert sich diese Belegung nicht. Während die Elika-Taste im Stand zum Beispiel dazu führt, dass sie den Kompass benutzt (ein wegweisender Lichtstrahl), sorgt sie im Sprung dafür, dass der Prinz mit ihrer Hilfe weiter springt. Im Kampf letztendlich greift Elika den Feind an, wenn man diese Taste drückt.
Mit diesen vier Tasten kann man allerdings sehr viele Kombinationsattacken durchführen, die an Martial-Arts- oder Wuxia-Filme erinnern und die magische Atmosphäre noch unterstützen.

### Epilogue

Epilogue-Logo

Bei Prince of Persia: Epilogue (dt. Epilog) handelt es sich um ein Add-on für das Hauptspiel. Es ist in Form von Downloadable Content, also als kostenpflichtiges Add-on über die online Vertriebsplattformen von Xbox 360 und PlayStation 3 erschienen.
Epilogue enthält ein neues Level, eine neue Kraft für Elika, eine neue Attacke für den Prinzen und die bereits aus der PC-Version bekannten Prototype-Skins für den Prinzen und Elika. Die Handlung des Add-ons knüpft unmittelbar an das offene Ende des Hauptspiels an.
Nachdem bekannt wurde, dass der Downloadable Content nicht für Windows erscheinen würde, brach eine Welle der Empörung unter den Käufern der Windows-Version aus.
Die Brisanz des Vorenthalten des Downloadable Content gegenüber den Käufern der PC-Version kommt zustande, da es sich bei Epilogue nicht nur um einfachen Zusatzinhalt, sondern um eine unmittelbare Fortführung der Story handelt. Käufern der PC-Version entgeht also praktisch das Ende.

## Prince of Persia: The Fallen King
Prince of Persia: The Fallen King nennt sich der jüngste Ableger von Prince of Persia für Nintendos Handheldkonsole. Die Geschichte orientiert sich dabei grob an der des 2008 für Windows, Xbox 360 und PlayStation 3 erschienenen Titels.
„Im Angesicht einer drohenden Gefahr flieht der Prinz in ein verlassenes, schutzversprechendes Königreich. Doch der Schein trügt: Eine dunkle Substanz hat sich über Land und Himmel ausgebreitet und droht das Königreich ins Verderben zu stürzen. Es ist nun ein Reich des Bösen, voller Herausforderungen, Abenteuer und Intrigen. Als sich der Prinz bereit macht, dem Verfall des Landes entgegenzutreten, trifft er auf eine bereits teilweise durch die dunkle Substanz infizierte Kreatur, die der Schlüssel zur Rettung des Königreichs zu sein scheint. Doch handelt es sich bei dieser Kreatur tatsächlich um einen Verbündeten oder eher um einen gut getarnten Gegenspieler? Die Allianz zwischen beiden ist jedoch der einzige Weg, um den Mächten der Dunkelheit die Stirn zu bieten und mit vereinten Kräften das Persische Königreich vor dem sicheren Untergang zu bewahren.“
In diesem Spiel wird der Prinz nicht von Elika begleitet, sondern von dem Magus, einem Charakter, welcher selbst von der Verderbnis befallen ist.